# Svezia ai XIV Giochi olimpici invernali
La Svezia partecipò ai XIV Giochi olimpici invernali, svoltisi a Sarajevo, Jugoslavia, dall'8 al 19 febbraio 1984, con una delegazione di 60 atleti impegnati in otto discipline.